# Jesús Moure Vieiro
Jesús Moure Vieiro, més conegut com a Suso Moure (Sant Jaume de Compostel·la, 26 d'agost de 1961) és un exfutbolista i entrenador gallec.

## Trajectòria
Aquest migcampista va arribar a la SD Compostela el 1986, provinent del Pontevedra CF. Amb el club de Sant Jaume va disputar els millors moments d'aquest equip gallec. Després d'unes temporades a Segona Divisió, a l'estiu de 1994 el club puja a la màxima divisió. En Primera, Moure juga 18 partits, només 2 com a titular, i marca 2 gols. Després d'aquesta campanya, deixa el Compostela per penjar les botes.
Posteriorment, ha continuat dins el món del futbol com a entrenador. Després de seguir en l'equip tècnic del Compostela, i dirigir el filial, ha estat al capdavant d'altres equips del país com l'Estradense o el Cerceda, ambdós de Tercera Divisió.